# Lesozavodsk
Lesozavodsk è una città della Russia orientale, situata nel Kraj Primorskij sulle rive del fiume Ussuri; sorge vicinissima al confine cinese, circa 350 km a nord-nordest del capoluogo Vladivostok. Il suo nome deriva dall'industria del legno ma attualmente le imprese urbane sono assenti. 
| 1939   | 1959   | 1970   | 1979   | 1989   | 1996   | 2002   | 2007   |
| ------ | ------ | ------ | ------ | ------ | ------ | ------ | ------ |
| 24 100 | 32 100 | 35 000 | 38 800 | 44 100 | 46 800 | 42 185 | 41 700 |

## Storia
La storia della città di Lesozavodsk iniziò con l'insediamento sul posto da parte di alcuni migranti provenienti da Kiev, Černigovsk e Poltavsk nel 1894. A cavallo tra il XIX e il XX secolo apparve la prima segheria sulla riva sinistra del fiume Ussuri vicino alla Ferrovia Transiberiana. Nel 1924 sulla riva destra del fiume fu fondata una segheria diventata in seguito "L'impianto di lavorazione del legno di Ussuri", la più grande dell'estremo oriente del paese. Il primo insediamento cittadino portava il nome di Dal'les e nel 1932 venne unito al nuovo villaggio di Donsk (1 929 abitanti), Lutkovka (904 abitanti), Medvedick (928 abitanti) ricevendo così l'odierno nome di Lesozavodsk. Nel 1938 il villaggio ottenne lo status di città. Nel 1972 venne fondata una fabbrica per la produzione del lievito, nel 1974 ne fu fondata una di abbigliamento e nel 1987 una fabbrica di mobili.

## Media
Tra i media locali troviamo il giornale "Sulle rive dell'Ussuri", "Il tempo di Lesozavodosk" , il giornale "tutto su tutto". La rete urbana "L'Radio". La città ha due stazioni radio: 105.1 mhz "Primorskaja Volna", 107.6 "Love Radio".

## Luoghi di interesse
- Museo della storia di Lesozavodsk.
- Monumento ai soldati morti in Afghanistan.
- Un complesso sportivo.
- Ponte sul fiume Ussuri.
- Chiesa della beata vergine.